# Guatteria pteropus
Guatteria pteropus är en kirimojaväxtart som beskrevs av George Bentham. Guatteria pteropus ingår i släktet Guatteria och familjen kirimojaväxter.

## Underarter
Arten delas in i följande underarter:
- G. p. angustior
- G. p. cinerea